# Cylindrepomus astyochus
Cylindrepomus astyochus là một loài bọ cánh cứng trong họ Cerambycidae.